# Finala Campionatului Mondial de Fotbal 1966
Finala Campionatului Mondial de Fotbal 1966 este meciul decisiv de la Campionatul Mondial de Fotbal din 1966. Meciul s-a jucat între Anglia și Germania de Vest pe 30 iulie 1966 pe Stadionul Wembley în Londra, la meci fiind prezenți 98.000 de spectatori. Anglia a câștigat cu 4-2 după prelungiri, câștigând Trofeul Jules Rimet. 

## Detaliile meciului
| Anglia                           | 4 – 2 (a.e.t.) | Germania de Vest     |
| -------------------------------- | -------------- | -------------------- |
| Hurst 18', 101', 120' Peters 78' | Report         | Haller 12' Weber 89' |

| Anglia | Germania de Vest |

| ANGLIA:    |    |                 |                 |
|            |    |                 |                 |
| P          | 1  | Gordon Banks    |                 |
| F          | 2  | George Cohen    |                 |
| F          | 5  | Jack Charlton   |                 |
| F          | 6  | Bobby Moore (c) |                 |
| F          | 3  | Ray Wilson      |                 |
| M          | 4  | Nobby Stiles    |                 |
| M          | 7  | Alan Ball       |                 |
| M          | 9  | Bobby Charlton  |                 |
| M          | 16 | Martin Peters   | Cartonaș galben |
| A          | 10 | Geoff Hurst     |                 |
| A          | 21 | Roger Hunt      |                 |
| Antrenor:  |    |                 |                 |
| Alf Ramsey |    |                 |                 |

| GERMANIA DE VEST: |    |                         |
|                   |    |                         |
| P                 | 1  | Hans Tilkowski          |
| F                 | 2  | Horst-Dieter Höttges    |
| F                 | 5  | Willi Schulz            |
| F                 | 6  | Wolfgang Weber          |
| F                 | 3  | Karl-Heinz Schnellinger |
| M                 | 4  | Franz Beckenbauer       |
| M                 | 12 | Wolfgang Overath        |
| M                 | 8  | Helmut Haller           |
| A                 | 9  | Uwe Seeler (c)          |
| A                 | 10 | Siegfried Held          |
| M                 | 11 | Lothar Emmerich         |
| Antrenor:         |    |                         |
| Helmut Schön      |    |                         |

| OFICIALI - Tușier: Tofik Bakhramov (Soviet Union) - Tușier: Dr. Karol Galba (Czechoslovakia) | REGULILE MECIULUI - 90 minute - 30 minute de prelungiri dacă este necesar - Rejucare dacă scorul este egal: - 1930 BST, Marți, 2 august 1966 - Stadionul Wembley, Londra - Nu sunt permise schimbările |